# デビッド・テイラー (アメリカンフットボール)
デビッド・テイラー（David Merritt Taylor 1949年10月17日- ）はノースカロライナ州ステイツビル出身の元アメリカンフットボール選手。ポジションはオフェンシブタックル。

## 経歴
チャペルヒル高校時代はアメリカンフットボールと投擲競技をしていた。ノースカロライナ大学、クレムゾン大学などからも注目されていたが高校3年の時に足首を負傷したためカタウバ大学以外からはリクルーティングされず同大学に進学しアメリカンフットボールではオフェンシブタックルとパンターを務めて、砲丸投も行った。大学3年の時にひざを痛めて医師より2度とアメリカンフットボールはできなくなると言われたが翌シーズン怪我から回復してNAIAのファーストチームに選ばれた。
1973年のNFLドラフト5巡目でボルチモア・コルツに指名されて入団した。彼が入団した当時のコルツはジョニー・ユナイタスやジョン・マッキーらによる全盛期が過ぎチームの再建期にあたり同じ年のドラフト4巡ではルイジアナ州立大学のQBバート・ジョーンズが指名されていた。1974年からQBのブラインドサイドを守るキーマンである先発レフトタックルとして先発出場するようになった。彼が入団してから2年間はチームは低迷したがハワード・シュネレンバーガーからテッド・マーチブローダにヘッドコーチが交代した1975年から1977年までの3年間でチームは31勝11敗の好成績をあげた。テイラーのパスプロテクションで十分な時間をもらったジョーンズはダウンフィールドのロジャー・カー、グレン・ドーティー、オープンになったライデル・ミッチェル、ルーズベルト・リークス、ドン・マカウリーらにパスを通し続けた。怪我のため1978年シーズンを棒に振るった彼は1979年復帰したがその年で現役を引退した。
当時NFLを代表するディフェンスラインマンであったピッツバーグ・スティーラーズのミーン・ジョー・グリーンをノックアウトしたこともある。